# Aramón Cerler
La estación de esquí de Aramón Cerler está situada en la localidad de Cerler, municipio de Benasque, en el Pirineo Aragonés (España).

## Descripción
Aramón Cerler es la estación de esquí alpino más alta del Pirineo Aragonés. Está situada en pleno corazón del Valle de Benasque, rodeada de bosques de abetos y 60 picos de más de 3000 metros, entre ellos, el Aneto, techo de los Pirineos.

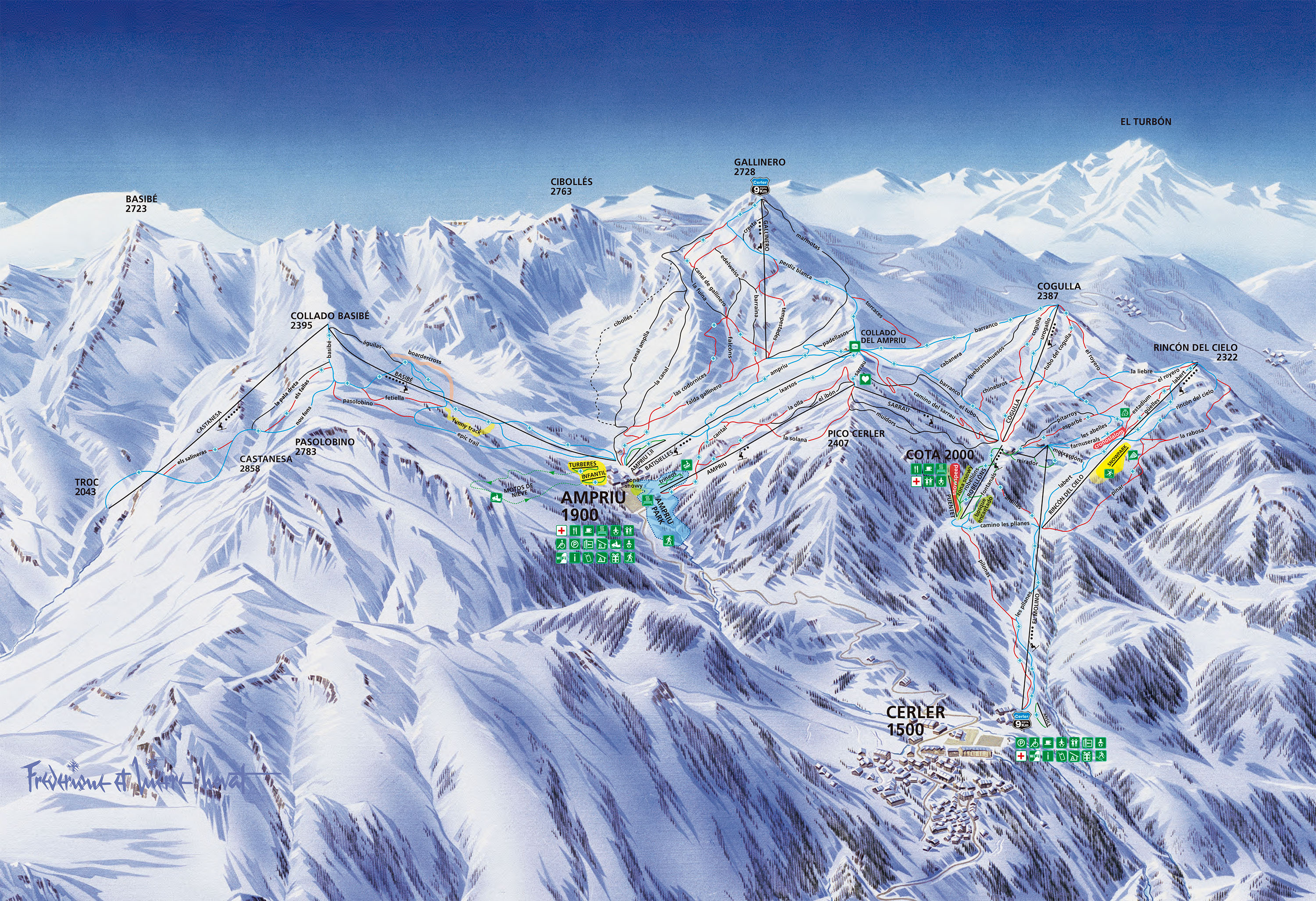

Goza de uno de los mayores desniveles esquiables de toda la cordillera, oscilando entre los 1500 metros de la base y los 2630 del Pico Gallinero. La mayoría de la estación se encuentra entre los 1900 y los 2600 metros. En esta estación hay todo tipo de pistas, desde principiantes, hasta para expertos. También hay todo tipo de restauración.

## Innovación
Cerler es una de las mejores estaciones de la zona sur del Pirineo. Es la reina indiscutible en innivación natural con temporales de suroeste. Por el contrario, los de norte no le llegan, y cuando son lo suficientemente fuertes, vienen con tanto viento que la estación rara vez mejora la situación de sus pistas. Esto le hace una estación enormemente dependiente de los vientos del sur. Dichos vientos suelen ser templados, y se dan más en otoño y primavera, por lo que la altitud de la estación pasa a ser crucial a la hora de recoger nieve.
En el verano de 2021, se instaló en la estación un nuevo telesilla de 6 plazas desembragable, modelo d-line de la marca doppelmayr. Este telesilla es, junto al moderno telesilla de izas en Aramón Formigal, el telesilla más rápido de España, alcanzando los 6 metros por segundo. Constituye, asimismo, el primer ramal de expansión de la estación hacia Cataluña, cuyo plan finalizado prevé que alcance los 100 kilómetros esquiables en el dominio de la estación oscense.

## Servicios
Ofrece los servicios de una estación de esquí remontes, enfermería, escuela de esquí, alquiler de material, restauración, etc. También ofrece servicios en verano, como descenso en bicicleta.